# Апелль, Вильгельм фон
Вильгельм фон Апель (нем. Wilhelm von Apell; 16 января 1892, Бюккебург, Нижняя Саксония — 7 марта 1969, Фарнхальт, Баден-Вюртемберг) — немецкий военачальник Второй мировой войны, генерал-лейтенант вермахта, командующий 22-я танковой дивизии с 25 сентября 1941 по 7 октября 1942 года. Кавалер Рыцарского креста Железного креста, высшего ордена нацистской Германии. Пленён американскими войсками в 1945 году. Освобождён из плена в 1947 году.

## Награды
- Железный крест (1914) (Королевство Пруссия)
  - 2-го класса (16 сентября 1914)
  - 1-го класса (3 октября 1915)

Орден «За военные заслуги» 4-го класса с мечами (Королевство Бавария)
- Нагрудный знак «За ранение» (1914)
  - в чёрном
  - в серебре
- Ганзейский крест Гамбурга
- Крест «За верную службу» (Княжество Шаумбург-Липпе)
- Орден Святого Иоанна Иерусалимского рыцарь чести (Ehrenritter)
- Почётный крест ветерана войны (24 декабря 1934)
- Медаль «В память 13 марта 1938 года»
- Медаль «В память 1 октября 1938 года»
- Пряжка к Железному кресту 2-го класса (23 сентября 1939)
- Пряжка к Железному кресту 1-го класса (16 октября 1939)
- Крымский щит
- Нагрудный знак За танковую атаку
- Рыцарский крест Железного креста (14 мая 1941)
- Упомянут в Вермахтберихте 12 апреля 1941 года